# Olympische Sommerspiele 1912/Reiten
Bei den Olympischen Sommerspielen 1912, offiziell Spiele der V. Olympiade genannt, in der schwedischen Hauptstadt Stockholm wurden fünf Wettbewerbe im Reiten ausgetragen.

## Bilanz

### Medaillenspiegel
| Platz  | Land               | Gold | Silber | Bronze | Gesamt |
| ------ | ------------------ | ---- | ------ | ------ | ------ |
| 1      | Schweden           | 4    | 1      | 1      | 6      |
| 2      | Frankreich         | 1    | 1      | 1      | 3      |
| 3      | Deutsches Reich    | –    | 3      | 1      | 4      |
| 4      | Belgien            | –    | –      | 1      | 1      |
| 4      | Vereinigte Staaten | –    | –      | 1      | 1      |
| Gesamt | Gesamt             | 5    | 5      | 5      | 15     |

### Medaillengewinner
| Disziplin             | Gold | Silber | Bronze |
| --------------------- | --- | --- | --- |
| Dressurreiten         | | | |
| Einzel                | Carl Bonde (SWE) mit Emperor                                                                                           | Gustaf Adolf Boltenstern (SWE) mit Neptun | Hans von Blixen-Finecke (SWE) mit Maggie |
| Springreiten          | | | |
| Einzel                | Jacques Cariou (FRA) mit Mignon                                                                                        | Rabod von Kröcher (GER) mit Dohna | Emmanuel de Blommaert (BEL) mit Clomore |
| Mannschaft            | SchwedenGustaf Lewenhaupt (Medusa) Gustaf Kilman (Gåtan) Hans von Rosen (Lord Iron) Fredrik Rosencrantz (Drabant)      | FrankreichJean Cariou (Mignon) Pierre Dufour d’Astafort (Amazone) Ernest Meyer (Allons-y) Albert Seigner (Cocotte)                             | Deutsches ReichErnst Deloch (Hubertus) Sigismund Freyer (Ultimus) Wilhelm von Hohenau (Pretty Girl) Friedrich Karl von Preußen (Gibson Boy) |
| Vielseitigkeitsreiten | | | |
| Einzel                | Axel Nordlander (SWE) mit Lady Artist                                                                                  | Harry von Rochow (GER) mit Idealist | Jacques Cariou (FRA) mit Cocotte |
| Mannschaft            | SchwedenNils Adlercreutz (Atout) Ernst Casparsson (Irmelin) Henric Horn af Åminne (Omen) Axel Nordlander (Lady Artist) | Deutsches ReichEduard von Lütcken (Blue Boy) Carl von Moers (May-Queen) Harry von Rochow (Idealist) Richard von Schaesberg-Tannheim (Grundsee) | Vereinigte StaatenEphraim Graham (Connie) Guy Henry (Chriswell) Benjamin Lear (Poppy) Jack Montgomery (Deceive)                             |